# Aaponsaari (ö i Lappland)
Aaponsaari eller Isosaari är en ö i Finland. Den ligger i sjön Saarijärvi och i kommunen Rovaniemi i den ekonomiska regionen  Rovaniemi ekonomiska region  och landskapet Lappland, i den norra delen av landet, 700 km norr om huvudstaden Helsingfors. Öns area är 5,2 hektar och dess största längd är 340 meter i nord-sydlig riktning.